# سایمون الدرشاو
سایمون الدرشاو (انگلیسی: Simon Eldershaw؛ زادهٔ ۳ دسامبر ۱۹۸۳) بازیکن فوتبال اهل بریتانیا است.
از باشگاه‌هایی که در آن بازی کرده‌است می‌توان به باشگاه فوتبال استون دومینوئس، باشگاه فوتبال نانت‌ویچ، باشگاه فوتبال آلسیجر تاون، باشگاه فوتبال نیوکاسل تاون، باشگاه فوتبال نورتویچ ویکتوریا، باشگاه فوتبال پورت ویل، و باشگاه فوتبال لیک تاون اشاره کرد.